# خشخاش هیمالیا
خشخاش هیمالیا، مکونوپسیس گراندیس (نام علمی: Meconopsis grandis) یا کوکنار هیمالیا نام یک گونه از سردهٔ خشخاش آبی است.
نام کوکنار هیمالیا به خاطر شباهت ظاهری این گیاه با کوکنار (خشخاش) به آن داده شده‌است.
کوکنار هیمالیا گل ملی کشور بوتان است.

## نگارخانه

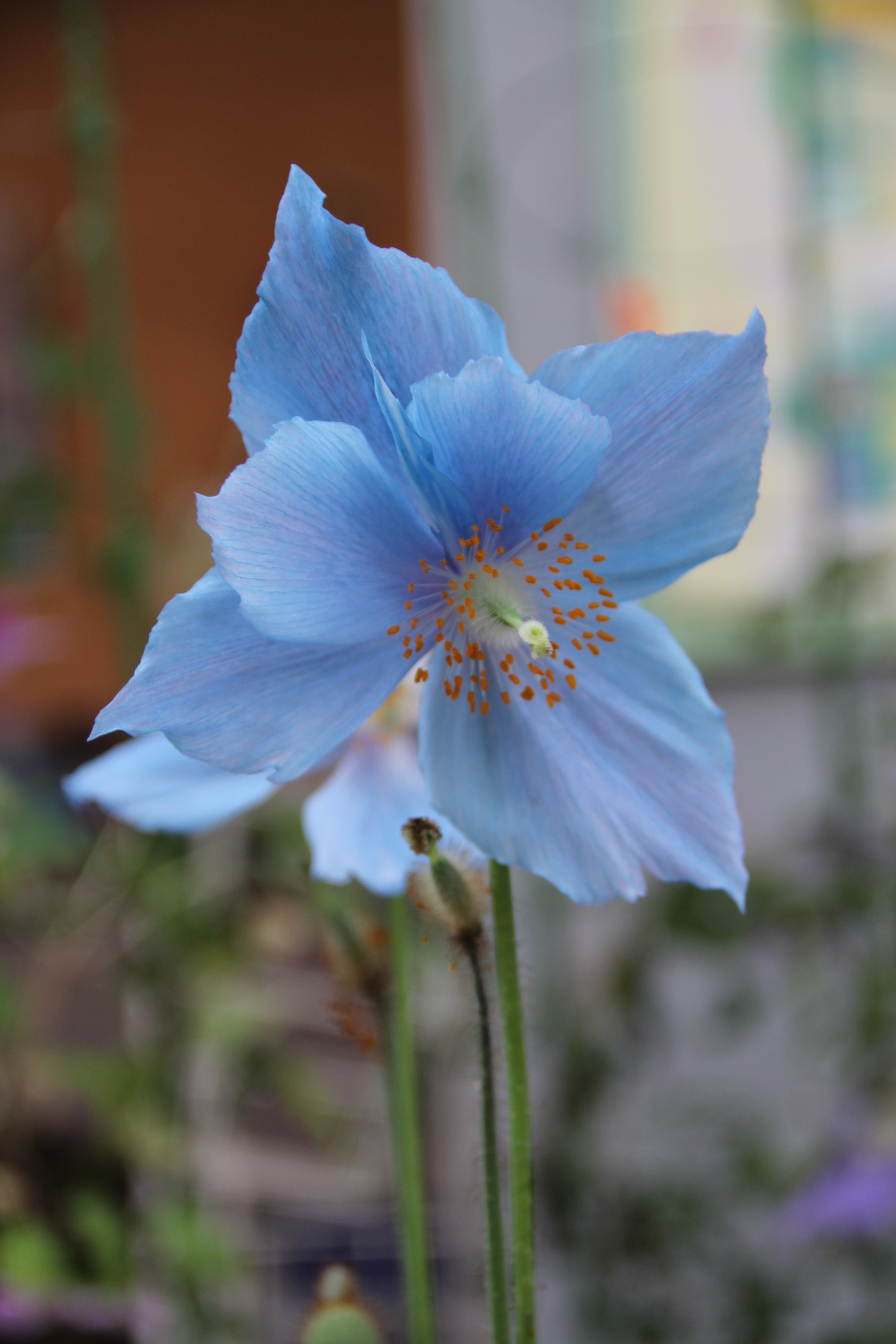
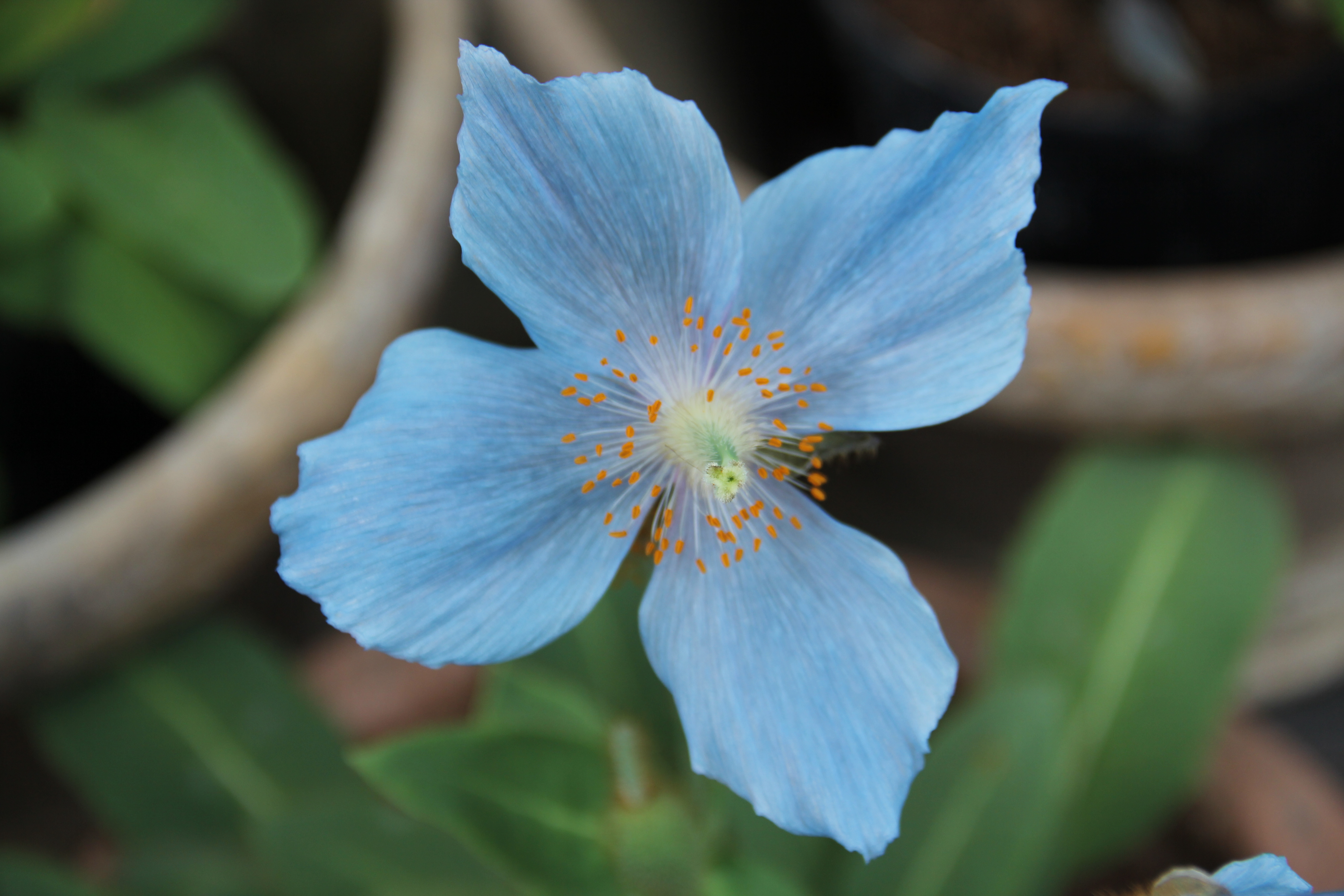
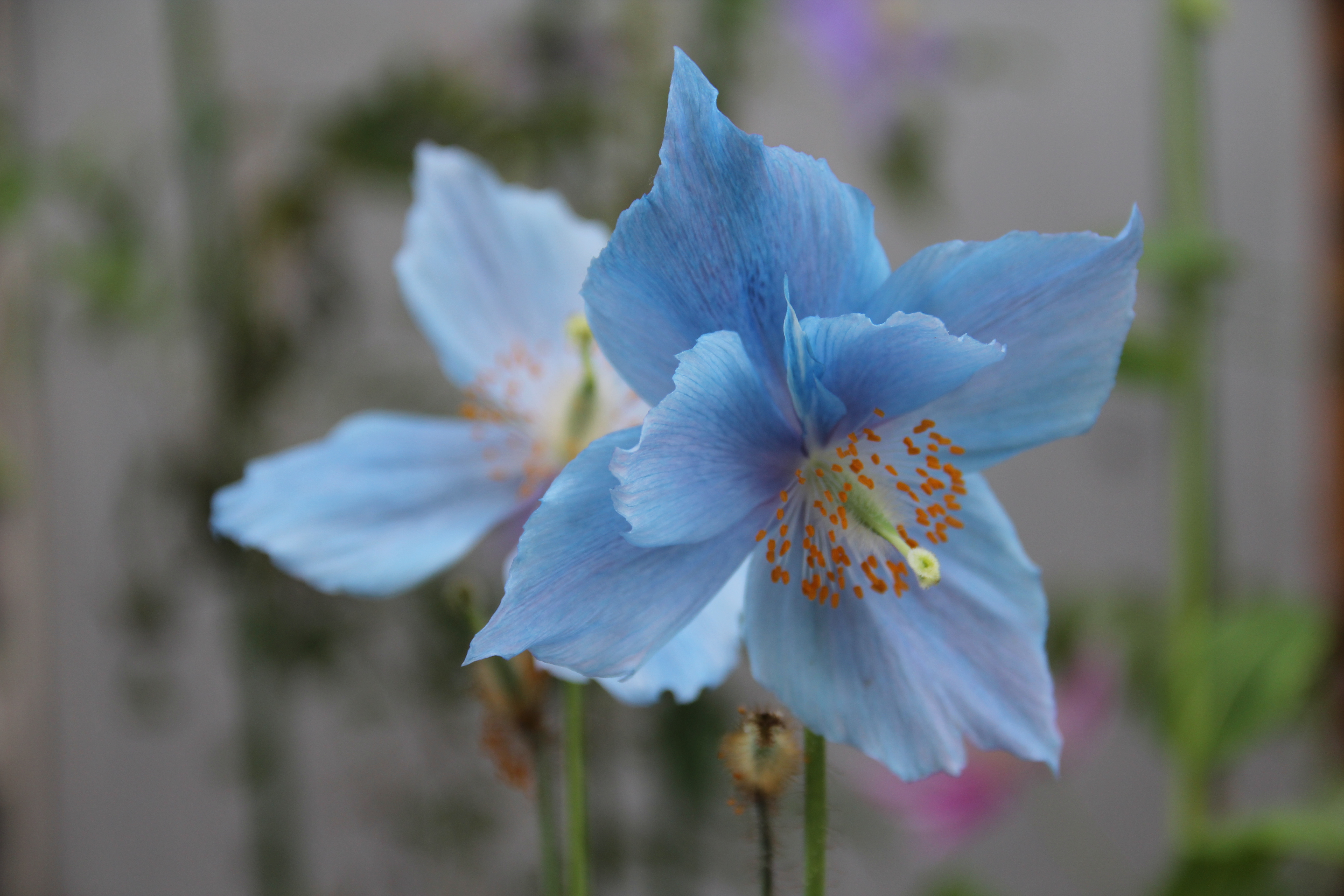